# Bolyai János Matematikai Társulat
Bolyai János Matematikai Társulat (székhelye: Szeged, 1947–1949; Budapest, 1949–) tehetséggondozó szakmai társulat. 
1948-ban tagjává vált a Műszaki és Természettudományi Egyesületek Szövetségének (MTESZ)/napjainkra tulajdonképpen megszűnt/, 1956-tól kezdve tagja a a Nemzetközi Matematikai Uniónak (IMU), 1990-től kezdve pedig az Európai Matematikai Társaságnak (EMS).

## A társulat alapítása és tevékenysége
A Mathematikai Physikai Társulat, melyet 1891-ben alapítottak (1919 után Eötvös Loránd Matematikai és Fizikai Társulat) egyik jogutódjaként (másik jogutód az Eötvös Loránd Fizikai Társulat) alakult meg a Bolyai János Matematikai Társulat Szegeden, 1947-ben. Bolyai János matematikában kifejtett teljesítménye iránti tiszteletből nevezték el róla a társulatot. Első elnöke Rédei László, főtitkára Kalmár László. 1949-től a társulat székhelye Budapest. Társadalmi szervezetként működik mind a mai napig, célja a tehetséggondozás, a matematika oktatásának segítése az elemi iskolától a felsőoktatási intézményekkel bezárólag. Matematikai versenyeket szervez az általános és középiskolák számára és a felsőoktatási intézményekben. A szakmai tevékenységeket szakosztályokban végzik, tudományos, oktatási, alkalmazott matematika szakosztályokat működtetnek. Szakfolyóiratok kiadása, tudományos konferenciák szervezése is a hatáskörükbe tartozik. Évente megszervezik a Rátz László vándorgyűlést.
A társulat tevékenységét 2021-ben Prima Primissima díjjal ismerték el.

## A társulat nevezetes tagjai
A Bolyai János Matematikai Társulatot Szegeden alakították meg 1947 nyarán. Az első közgyűlésen elnöknek Rédei Lászlót, főtitkárnak Kalmár Lászlót választották.
- Bakos Tibor alapító tag, választmányi tag
- Kalmár László főtitkár (1947–)
- Rédei László elnök (1947–1949)
- Surányi János alapító tag
- Szász Pál tiszteletbeli elnök

## A társulat elnökei
- Rédei László (1947–1949)
- Alexits György (1949–1963)
- Hajós György (1963–1972)
- Fejes Tóth László (1972–1975)
- Turán Pál (1975–1976)
- Surányi János (1976–1980)
- Császár Ákos (1980–1990)
- Hajnal András (1990–1996)
- Csiszár Imre (1996–2006)
- Katona Gyula (2006–2018)
- Pálfy Péter Pál (2018–)

## A társulat folyóiratai
- Középiskolai Matematikai Lapok (KöMaL) (1894-től)
- Matematikai Lapok (1950-től)
- Periodica Mathematica Hungarica (1971-től)
- Combinatorica (1981-től)
- ABACUS (a MATEGYE Alapítvánnyal közösen) (1994-től)
- Alkalmazott Matematikai Lapok (1975-től)
- Érintő - Elektronikus Matematikai Lapok

## A társulat által szervezett versenyek
- Arany Dániel Matematikai Tanulóverseny
- Kürschák József Matematikai Tanulóverseny
- Schweitzer Miklós Matematikai Emlékverseny
- Varga Tamás Országos Matematikaverseny (a MATEGYE Alapítvánnyal közösen)

## A társulat által kiadott díjak
- Beke Manó emlékdíj
- Szele Tibor emlékérem
- Grünwald Géza emlékérem
- Farkas Gyula emlékdíj
- Bod Péter emlékdíj
- Rényi Kató emlékdíj
- Patai-díj